# Shaiya
Shaiya es un videojuego del género MMORPG (Massively Multiplayer Online Role Playing Game o juego de rol multijugador masivo en línea) desarrollado originalmente por Nexon y publicado por Aeria Games.
En 2007, el juego fue galardonado como el Mejor MMORPG del año por la revista GameBorder. Ese mismo año, recibió el premio a Mejores gráficos y obtuvo el segundo lugar en la categoría de Juego más anticipado en los premios Reader's Choice 2007 del sitio especializado MMOsite.
El lanzamiento en Europa comenzó con la versión alemana, cuya fase Open Beta se inició el 3 de diciembre de 2008. Posteriormente, las versiones para Francia, Rusia y Turquía se habilitaron el 16 de marzo de 2009. En España, la beta cerrada del juego fue lanzada a mediados de enero de 2010.

## Argumento
En tiempos antiguos, solo existía la Diosa Etain y las tres razas creadas por ella misma: los Dragones, los Nordein y los Dumianas. La diosa Etain encontró defectos en los Nordein y los desterró. En su arrogancia, los Dumianas cuestionaron el poder y autoridad de Etain. La Diosa se debilitó a causa de la pérdida de fe hacia ella, y los Dumianas la mataron. El alma de Etain se dividió en dos. La muerte de la Diosa dejó a Teos fuera de balance y desprotegido. Otros dioses trataron de tomar Teos y crearon monstruos para invadir y destruir. Los Dragones se escondieron. Cuando todo terminó, quedaron dos diosas al cuidado de Teos. Los Dumianas restantes fueron divididos en dos facciones.
Estas dos razas, los Elfos y los Vail, se encontraron en constante conflicto la una con la otra. Tensiones de épocas pasadas encendían más la agresión. Un poco después, los humanos unieron fuerzas con los Elfos mientras que los Nordein resurgieron con el nombre de "Deatheaters" y se aliaron con los Vail, creando dos facciones: The Alliance of Light (La Alianza de la Luz) y Union of Fury (Unión de Furia). Además de pelear con los monstruos que aún rondan las tierras, las dos facciones mantienen una guerra sin fin para controlar Teos.

## Modos de dificultad
Shaiya ofrece actualmente dos modos principales de dificultad para los jugadores, los cuales determinan la progresión del personaje, el acceso a habilidades y objetos, y las condiciones de juego.
- Modo Difícil (Hard Mode): Disponible desde la creación del personaje, este modo incrementa considerablemente el nivel de desafío. Los jugadores obtienen acceso a habilidades exclusivas, objetos de tipo legendario y misiones adicionales. Sin embargo, la obtención de experiencia es cuatro veces más lenta en comparación con el modo normal. El límite de nivel es 80. Por cada nivel, se otorgan 4 puntos de habilidad (skill points) y 7 puntos de estadística (stat points).

- Modo Máximo (Ultimate Mode): Se desbloquea únicamente después de haber completado una partida en Modo Difícil. Mantiene una dificultad similar, pero con una penalización drástica: si el personaje muere y no es resucitado en un lapso de tres minutos, será eliminado de forma permanente. Este modo permite acceder a habilidades exclusivas, conjuntos de equipo especiales y objetos de grado Diosa. El límite de nivel también es 80.

## Facciones y razas
Nuevos jugadores deben escoger en cual facción jugarán antes de crear el personaje: Alliance of Light o Union of Fury. Como estas facciones están en guerra, un jugador en Alliance no puede usar las funciones del chat con un jugador de Unión y viceversa. Una vez que el jugador elija una facción, no puede crear un personaje en la facción opuesta hasta que todos los personajes creados sean borrados completamente o solo si elige un servidor diferente. La facción elegida determina las razas disponibles para el jugador.
La apariencia del personaje y el sitio de partida son determinados por la raza elegida. Todas las razas de las dos facciones pueden ser hombre o mujer. Las mismas opciones de personalización están disponibles para cada raza, incluyendo cabello, ojos, expresiones faciales y estatura. Además, la elección de la raza determina las clases disponibles para el personaje.
Es esta una de las características que hacen de Shaiya un MMORPG fascinante, ya que plantea dos mundos diferentes en casi todos los aspectos, en los cuales se encuentran una amplia gama de mods, quests y personajes completamente distintos de cada lado. La gran separación en la que el mundo se ha visto inmerso durante miles de años, la separación entre la luz y la oscuridad.

## Clases
- Defender (Humano)/Guardián (Nordein o "Deatheater"): El único "Tanque" jugable, el cual está muy bien armado, con gran cantidad de HP (vida) y la habilidad de provocar enemigos a atacar. La meta principal no es no recibir daño, sino mantener enemigos lejos de los miembros del grupo o party. Son muy buscados para formar "party", siendo a veces los de más alto nivel.

- Fighter (Humano)/Warrior (Nordein o "Deatheater"): Es el encargado de dañar mano a mano, con acceso a una variedad de armas altamente efectivas. Sus habilidades incluyen hechizos y ataques físicos.

- Priest (Humano)/Oracle (Vail): La única clase con habilidad de curar y resucitar. Pero con defensa física extremadamente débil. Mientras que esta clase aprende hechizos de daño menor para jugar solo, es generalmente más efectivo en party para ayudar a otros jugadores. En modo Final es un personaje vital para un party (grupo).

- Ranger (Elf)/Assassin (Vail): Camuflaje, engaño y evasión son usados por esta clase antes de que el enemigo tenga la oportunidad de contraatacar. Usan armas como garras, espadas inversas y puñales, estas son pequeñas para adecuarse a la rapidez con la que atacan y esquivan ataques. Ataques (Skills), como "Tetanus", causan bajas en la defensa enemiga. Los golpes críticos son la especialidad de este PJ, aunados a habilidades reductoras de defensa y evasión los hace muy efectivos.

- Archer (Elf)/Hunter (Nordein o Deatheater): Usa armas de largo alcance, como arcos y jabalinas, para herir y hacer lentos a los enemigos desde lejos, su armadura ligera es compensada por la habilidad de "kite" (atacar a distancia y alejarse cuando el enemigo se acerca para seguir atacando).

- Mage (Elf)/Pagan (Vail): Usa hechizos de largo alcance, con muy débil armadura pero con múltiples AoE (Area of Effect) y habilidades para hacer mucho daño. Al mantenerlo "Full Int" (Sumarle gran cantidad de puntos al Stat (INT) y también (WIS) para que no se te acabe la magia causan enormes daños a los contrincantes y son excelentes a la hora de acabar con grupos numerosos de enemigos.

## Juego
Shaiya permite a los jugadores recibir tareas o quests, normalmente interactuando con NPC (non-player characters - Bots - jugadores no reales). Las misiones son opcionales y regularmente requieren que el jugador elimine mobs (grupos de monstruos). Los jugadores tienen la libertad de explorar el mundo de Shaiya a placer. Al completar quests y eliminar mobs, el jugador adquiere puntos de experiencia, al acumular suficientes puntos, subirá de nivel y obtendrá puntos de habilidad para mejorar sus características. El modo de juego elegido por el jugador determina el número de puntos adquiridos por nivel, mientras más difícil el modo, más puntos se obtendrán. El personaje del jugador maniobra en un ambiente 3D y es capaz de correr, caminar y saltar. Los jugadores tienen la opción de jugar con los controles "click to move" (clic para mover) o WASD (usadas para mover usando el teclado). Todas las habilidades del personaje pueden ser colocadas en cuadros específicamente hechos para anexarlos más fácilmente. Los jugadores tienen la habilidad de comunicarse ya sea por chat dentro del juego, susurros, por medio del gremio, y hasta por medio del party. El juego se completa con la adición de guías dentro del juego llamados GS (Game Sages) y los GM, ya conocidos por otros MMORPG.

## Bless of the Goddess (Bendición de la Diosa)
La bendición de la diosa es una característica única de Shaiya. Cada facción adquiere bendición por medio del PVP, eliminando enemigos, o destruyendo reliquias contrarias en zonas PVP. Los puntos acumulados para la bendición son a nivel facción, no a nivel de cada jugador, así dando la bendición global a todos los jugadores de ese bando. Esta bendición le da bonificaciones a cada jugador por determinado tiempo: bonificaciones como un rango de éxito mayor al hacer link de los lapis, regenerar más rápido el HP, MP y SP, y ataques más fuertes. Mientras más puntos junte la facción, mayor bonificación se aplicará tanto a zonas PVP como zonas PVE.

## Artesanía y lapis

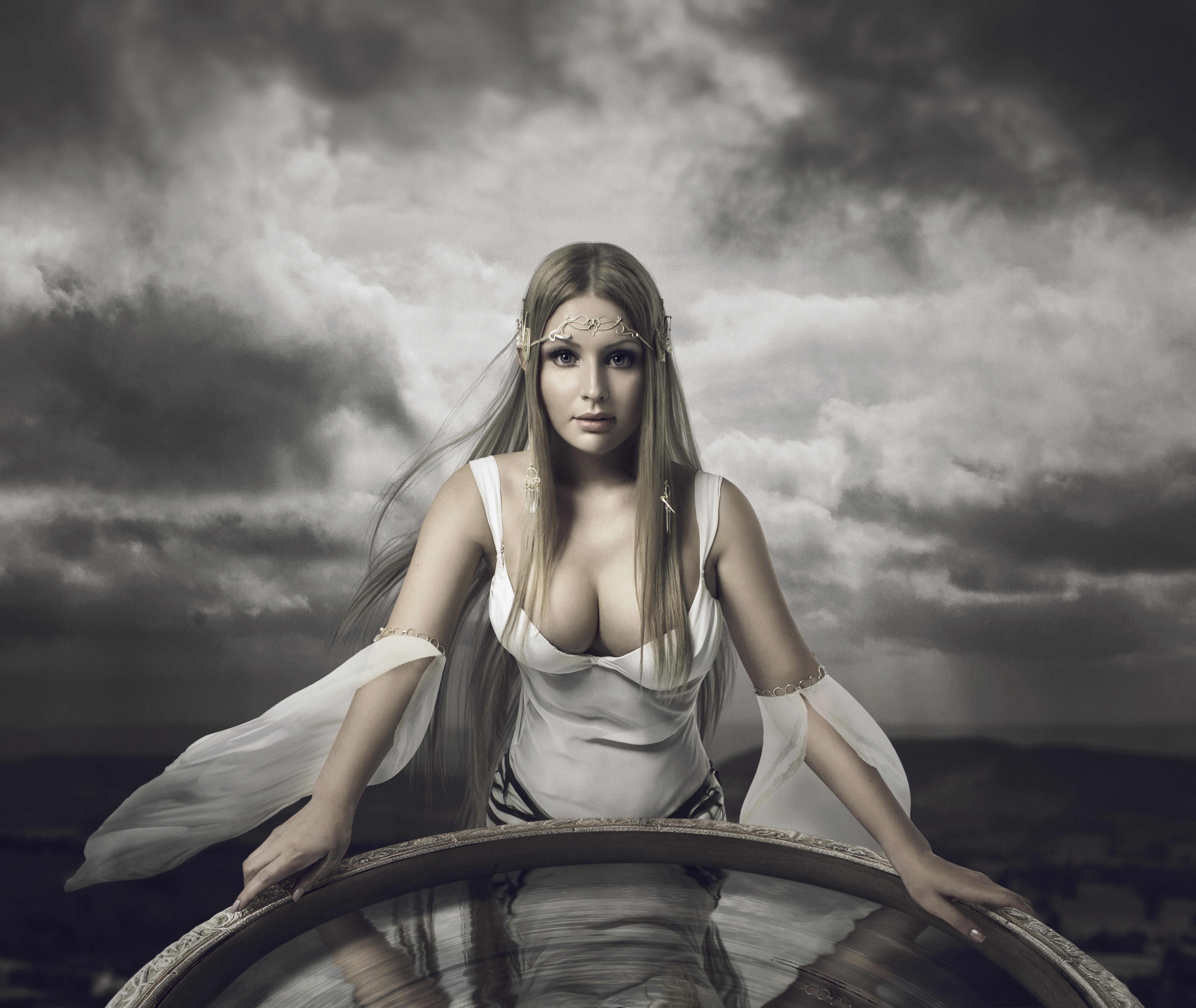
Cosplay de Shaiya.

En Shaiya, algunos objetos obtenidos al derrotar enemigos (mobs) pueden mejorarse mediante la inserción de *lapis* (del latín *lapis*, que significa "piedra"). Estos elementos mágicos otorgan diversos tipos de bonificaciones al equipo, dependiendo del tipo de lapis utilizado.
El proceso de inserción tiene un porcentaje de éxito que varía en función de varios factores, como el nivel de bendición del servidor y el uso de herramientas especiales como los Linking Hammers, que se adquieren mediante AP (puntos del sistema de microtransacciones). El porcentaje máximo de éxito es del 50 %.
Existe el riesgo de que, al intentar insertar un lapis, este se destruya. Además, si la inserción falla, también puede romperse el objeto al que se le intenta aplicar la mejora. Por otro lado, los lapis pueden ser extraídos con una probabilidad determinada, aunque este proceso tampoco garantiza el éxito.

## Estadísticas de personaje
En Shaiya, cada personaje posee seis atributos principales que determinan su rendimiento en combate. Estos atributos se obtienen al subir de nivel y pueden mejorarse mediante equipo, lapis y habilidades. A continuación, se describen los efectos de cada estadística con base en los valores actuales del episodio 8 en adelante:
STR (Fuerza)
- Incrementa el ataque físico y el daño a distancia.

- +1.3 de ataque físico por punto.
- +1 de ataque de rango por punto.

DEX (Destreza)
- Aumenta la precisión, evasión y la barra de SP (puntos de habilidad).
- Cada 5 puntos otorgan +1 de ataque físico.
- Cada punto otorga +5 de SP.

REC (Recuperación)
- Incrementa la defensa física y los puntos de vida (HP).
- +1 de defensa física por punto.
- +5 de HP por punto.

INT (Inteligencia)
- Aumenta el daño mágico de clases como magos y paganos.
- +1.3 de ataque mágico por punto.

WIS (Sabiduría)
- Mejora la resistencia mágica, los puntos de magia (MP) y también incrementa el daño mágico en clases que utilizan este stat.
- +1 de resistencia mágica por punto.
- +5 de MP por punto.
- +1.1 de ataque mágico por punto.

LUCK (Suerte)
- Influye en la probabilidad y el daño de golpes críticos, así como la evasión frente a críticos enemigos.
- Cada 3 puntos otorgan +1 de ataque de rango.

## En 2011
Actualmente, en Latinoamérica se estrena el episodio 4, que tiene como novedad la mejora de armas, armaduras y lapisias, las cuales también son tiradas por los mobs derrotados en lugares específicos. Otra novedad es que ahora se ha eliminado el límite de nivel, lo que permite que un jugador de nivel once o superior pueda jugar con jugadores más bajos, sin importar su nivel.
En el servidor de Estados Unidos se ha agregado el episodio 5 y se espera el 5.3 donde se añadirá el nivel 70 (en el episodio 4 el máximo nivel era el 60). Además, se agregaron dos mazmorras de nivel 70-80 donde se espera el regreso de Cryptic One.

## En 2012
Las novedades de este año serán que llegará el episodio 5, que, como en Estados Unidos, llegarán los niveles 70. Se espera su llegada a mediados o finales de febrero. También en ese mes se festejan los dos años del Shaiya Latinoamérica donde los diseñadores darán eventos especiales a los jugadores, como el spam repentino de monstruos en las zonas de PvP, en las que se darán drops especiales, spam de Reliquias, drops especiales de los GM y demás.

## En 2015
Los servidores americanos se han actualizado al episodio 8. A su vez, los servidores españoles y portugueses se actualizaron al episodio 6.4.

## En 2022
En el servidor de Gamigo varios jugadores han retornado para seguir con los nuevos eventos que se extienden a lo largo del mes, proporcionados por el juego, así como joyería nueva base de quest, que se realiza en zonas de PvP, lo cual dificulta su obtención y aumenta la participación de servidores así como alianzas entre gremios para derrotar a la facción contraria y lograr conquistar la zona para conseguir los objetos necesarios diarios para su producción en cuadros de materiales.

## En 2023
La migración de jugadores desde Gamigo fue exitosa, ya que el grupo Fawkes llevó a Shaiya por un mejor rumbo, estable y transparente, junto a la adición de nuevo contenido y la unificación de todos los antiguos servidores oficiales en uno solo.